# Bonanza Gift Store

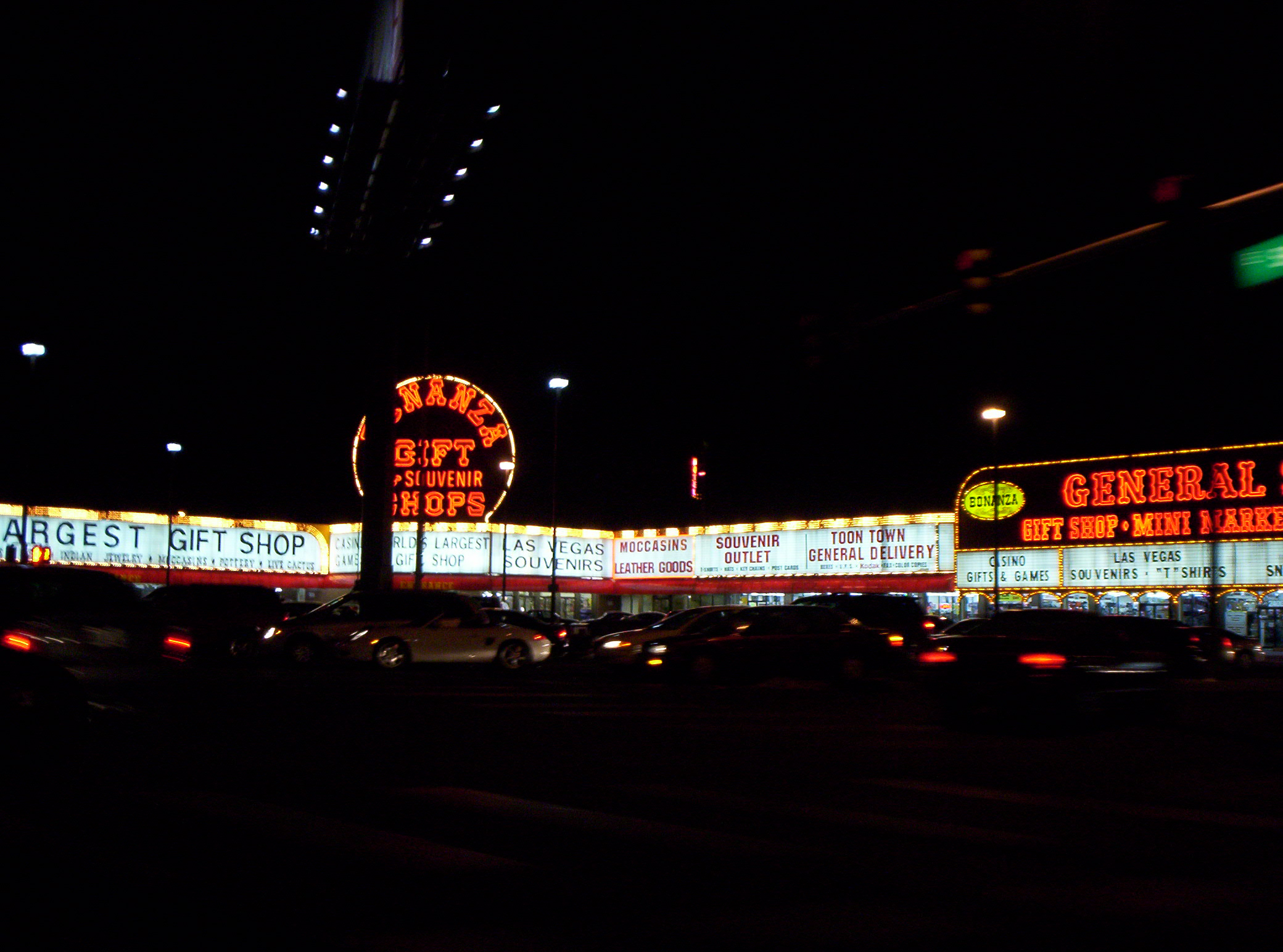
Bonanza Gift Shop

Bonanza Gift Shop es un "landmark" (o símbolo en español) en el Strip de Las Vegas entre el Sahara Hotel and Casino y la Stratosphere Las Vegas.  Es la Tienda de Regalos Más Grande del Mundo con más de 40 000 pies cuadrados (3700 m²) de espacio comercial.
La tienda está catalogada como La Mejor Tienda de Regalos del Mundo por la aerolínea British Airways. Sin embargo la revista Fodors dice. OK, tal vez no sea, en realidad, la más grande del mundo, pero sí es la más grande de la ciudad y por eso, la mejor tienda de souvenirs de la ciudad.

## Historia
Bonanza Gifts fue establecida en 1980.
Fue catalogada por Las Vegas Review-Journal como la mejor tienda de regalos en el 2006.

### Historia en filmes
La tienda fue mostrada en el show del canal PBS Going Places.